# Пітон бірманський
Пітон бірманський (Python bivittatus) — неотруйна змія з роду пітон родини пітони. Має 2 підвиди. Інша назва «темний тигровий пітон». Раніше розглядався як підвид тигрового пітона. Лише у 2009 році його визначили, як окремий вид.

## Опис
Загальна довжина сягає 5—6,5 м. Його вага сягає 130 кг. Голова велика, потужна. Тулуб м'язистий та масивний. Відрізняється від тигрового пітона більш інтенсивним й контрастним кольором.

## Спосіб життя
Полюбляє тропічні ліси. Значну частину життя проводить на землі, хоча добре лазить по деревах й гарно плаває. Харчується ссавцями дрібного та середнього розміру, птахами.
Це яйцекладна змія. Самиця відкладає у кублі до 60 яєць. Молоді пітони з'являються через 2 місяці.

## Розповсюдження
Мешкає у Бангладеш, М'янмі, Лаосі, Таїланді, В'єтнамі, Камбоджі, південному Китаї, Зондських островах Індонезії. Було завезено до штату Флорида (США).

## Підвиди
- Python bivittatus bivittatus
- Python bivittatus progscha